# Федосеев, Анатолий Павлович
Анатолий Павлович Федосеев (1910, Санкт-Петербург — 2001, Лондон) — физик, специалист в области электроники, доктор технических наук, лауреат Ленинской премии, Герой Социалистического Труда, кавалер двух орденов Ленина, ордена Трудового Красного Знамени.

## Биография
Родился в рабочей семье. После окончания школы в 1927 году работал чернорабочим, рабочим на кухне и официантом в ресторане Таврического сада, каменщиком, рабочим на электроламповом заводе.
В 1936 году окончил Ленинградский электротехнический институт. Работал техником, потом инженером на ламповом заводе «Светлана». В 1938—1940 гг. был в командировке в США, координировал техническую помощь из США в СССР. В годы Великой Отечественной войны в эвакуации, в Новосибирске наладил производство мощных генераторных ламп. С 1943 года — во Фрязино, в НИИ-160 (НПО «Исток»).
Стал руководителем по науке НПО «Исток», разрабатывавшим магнетроны, использовавшиеся для радиолокации, применяемые в ПРО. Под его руководством здесь по английскому образцу был разработан первый в СССР магнетрон в 10-см диапазоне мощностью 100 кВт, который использовался для комплектации радиолокационной станции СОН-3К.
В апреле 1971 года стал Героем Социалистического Труда. В мае того же года в составе советской делегации выехал во Францию на авиационную выставку в Ле-Бурже. Стал невозвращенцем. Ущерб, нанесённый его побегом, оценивался в несколько млрд. рублей; в частности, пришлось создавать заново всю систему управления советским подводным флотом. В феврале 1972 года секретным указом был лишён всех наград и званий.
Жил в Великобритании и работал в Кембриджском университете. Занимался исследованием электронного пространственного заряда в магнитроне с помощью лазерного интерферометра.
В своей публицистике критиковал советский социализм и западный монополизм (концентрацию власти в руках государства, профсоюзов и корпораций). Ратовал за демократическое устройство общества. В 1980 году опубликовал проект Конституции Новой России.

## Сочинения
- Западня. Человек и социализм. — Frankfurt/M.: Посев, 1976. — 372 с.
- О новой России. Альтернатива. — L.: 1980. — https://vtoraya-literatura.com/pdf/fedoseev_o_novoj_rossii_1980__ocr.pdf
- Благодетели. Всемирный заговор. — L.: 1982. — http://www.berkovich-zametki.com/2012/Zametki/Nomer8/Shifrin1.php
- Пути человеческие. Сборник статей. — М.: издательский центр «Федоров», 1997